# هيو بول
هيو بول (بالإنجليزية: Hugh Poole)‏ هو متسابق يخت نيوزيلندي، ولد في 6 سبتمبر 1924 في لور هوت في نيوزيلندا، وتوفي في 3 يونيو 2012.

## وصلات خارجية
- هيو بول على موقع أوليمبيديا (الإنجليزية)